# Мартынов, Николай Маркович
Николай Маркович Мартынов (06.12.1896 — 25.12.1972) — советский военный деятель, генерал-майор танковых войск (Постановление СНК СССР № 1804 от 10.11.1942).

## Начальная биография
Родился 6 декабря 1896 года в городе Брест-Литовске Бресткого уезда Гродненской губернии (ныне г. Брест Брестской области, Белоруссия). Русский.
Член ВКП(б) с 1919 года (п/б № 01740730).
До призыва а армию работал инженером-механиком.
Образование. Окончил Московскую высшую автоброневую школу (1920), СТ КУКС «Выстрел» (1927), Технические курсы ОСОАВИАХИМа (ТЕКО) (1931).
Служба в армии. В РИА с декабря 1915 по сентябрь 1917 года. В Красной гвардии, добровольно с 1917 года. В РККА с февраля 1918 года.
Участие в войнах, военных конфликтах. 1-я Мировая война. Гражданская война (Москва 1917, Восточный фронт 1918 - 1921, Туркестанский фронт 1921 - 1924). Советско-польская война. Трижды ранен (ноябрь 1917, декабрь 1919, сентябрь 1920). Великая Отечественная война (с марта 1942). Ранен в августе 1943 года.

## Военная служба

### Служба в Русской императорской армии
С декабря 1915 по сентябрь 1917 года старший унтер-офицер. Шофер бронемашины и бригадир по авторемонту.

### Служба в Красной армии
С февраля 1918 года - шофёр бронемашины гаража Центроброни. С июля 1919 года шофёр и командир бронеавтомобиля 17-го автобронеотряда.
С декабря 1919 по июль 1920 года - слушатель Московской высшей автоброневой школы.
С июля 1920 года - помощник командира 3-го автобронеотряда. С марта 1921 года - командир 16-го автобронеотряда. С сентября 1921 года - инженер для особых поручений Народно-революционной армии (Чита). С февраля 1922 года - командир и комиссар 7-го автобронеотряда. С января 1924 года - командир 5-го автоброневого дивизиона 5-го кавалерийского корпуса. С декабря 1924 года - командир 3-го автоброневого дивизиона 3-го кавалерийского дивизиона. С сентября 1926 года - командир 13-го автоброневого дивизиона 3-го кавалерийского дивизиона.
С октября 1926 по август 1927 года - слушатель Стрелково-тактических курсов усовершенствования комсостава РККА им. III Коминтерна («Выстрел»).
С августа 1927 года - командир 13-го автобронедивизиона 3-го кавалерийского дивизиона. Приказом РВС СССР № 548/123 от 01.10.1929 года - командир 2-го отд. танкового полка (Ленинградский ВО).
С апреля по октябрь 1931 года - слушатель Технических курсов ОСОАВИАХИМа (ТЕКО), также известных под названием школа «Кама».
С октября 1931 года - командир 2-го отд. танкового полка (Ленинградский ВО). С мая 1932 года - начальник и комиссар Ленинградской школы танковых техников. С 5 июля 1936 года в распоряжении начальника управления по кадрам РККА. С 26 января 1937 года - помощник начальника, с 28 сентября 1938 года - начальник АБТВ Сибирского ВО. Приказом НКО № 04828 от 29.11.1939 года назначен старшим преподавателем Казанских курсов усовершенствования технического состава. Приказом НКО № 215 от 15.05.1940 года назначен Преподавателем тактического цикла Военной академии механизации и моторизации им. И. В. Сталина.

### Великая Отечественная война
С началом войны - преподаватель тактического цикла Военной академии механизации и моторизации им. И. В. Сталина.
С 27 марта 1942 года - заместитель командующего 50-й армией по танковым войскам. С 3 февраля 1943 года - врид командующего БТ и МВ 50-й армии. Приказом НКО № 02363 от 07.04.1943 года утверждён в занимаемой должности. Приказом НКО № 03692 от 15.12.1943 года назначен Генерал-инспектором инспекции БТ и МВ КА. 

### После войны
Приказом МВС СССР № 0325 от 31.05.1946 года назначен командиром 9-й механизированной дивизии. С января 1947 г. - командир 9-го механизированного полка 3-й гв. отд. кадровой танковой дивизии. Приказом МВС СССР № 01300 от 25.12.1947 года назначен Начальником Объединённых курсов усовершенствования офицеров Группы советских оккупационных войск в Германии.
С 16 ноября 1950 года - в распоряжении командующего БТ и МВ СА.
Приказом ВМ СССР № 01085 от 17.03.1951 года назначен Заместителем командира 1-го гв. стрелкового корпуса по БТ и МВ. С 5 января 1954 г. - Помощник командира 1-го гв. стрелкового корпуса по бронетанковой технике. Умер 25 декабря 1972 года. Похоронен в городе Жуковский на Быковском кладбище.

### Воинские звания
полковник, ген.-майор т/в (Постановление СНК СССР № 1804 от 10.11.1942).

## Награды
- Орден Ленина (21.02.1945)[4][2].
- четыре ордена Красного Знамени (1919, 30.01.1943, 03.11.1944, 24.06.1948)[5].
- Орден Кутузова II степени (12.09.1945).
- орден Отечественной войны I степени (03.06.1944)[6][2].

- Медаль «XX лет РККА» (1938)

- Медаль «За оборону Москвы» (01.05.1944)[7][2].

- Медаль «За победу над Германией в Великой Отечественной войне 1941—1945 гг.» (09.05.1945),
- Медаль «За освобождение Варшавы»
- Юбилейная медаль «30 лет Советской Армии и Флота» (1948)[2].

- Медаль «За победу над Японией»[1],

Иностранные награды: Чехословацкий Военный крест (1939).

## Память
- На могиле установлен надгробный памятник
- Его имя увековечено в Главном Храме Вооружённых сил России, и навсегда запечатлено на мемориале «Дорога памяти» [8][2].